# Johann Strauß-Theater

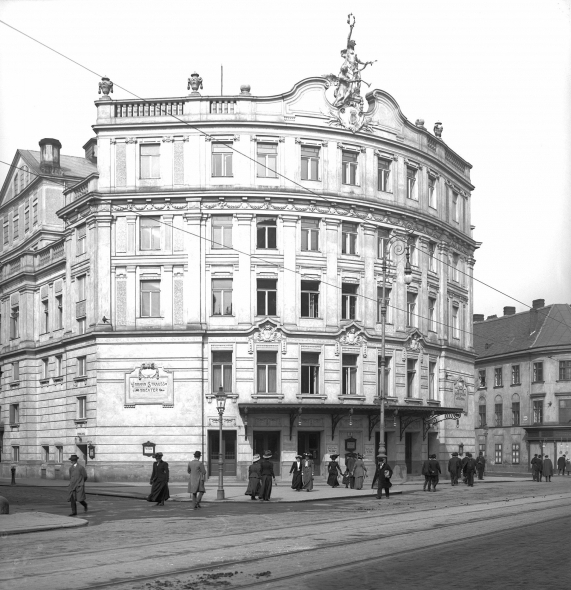
Das Johann Strauß-Theater um 1910

Das Johann Strauß-Theater in Wien-Wieden wurde 1908 auf dem Höhepunkt des wirtschaftlichen Erfolgs der Wiener Operette als Operettentheater erbaut. Der Architekt Eduard Prandl versah das Gebäude mit barockisierenden Formen. Sein Zuschauerraum fasste 1200 Personen.

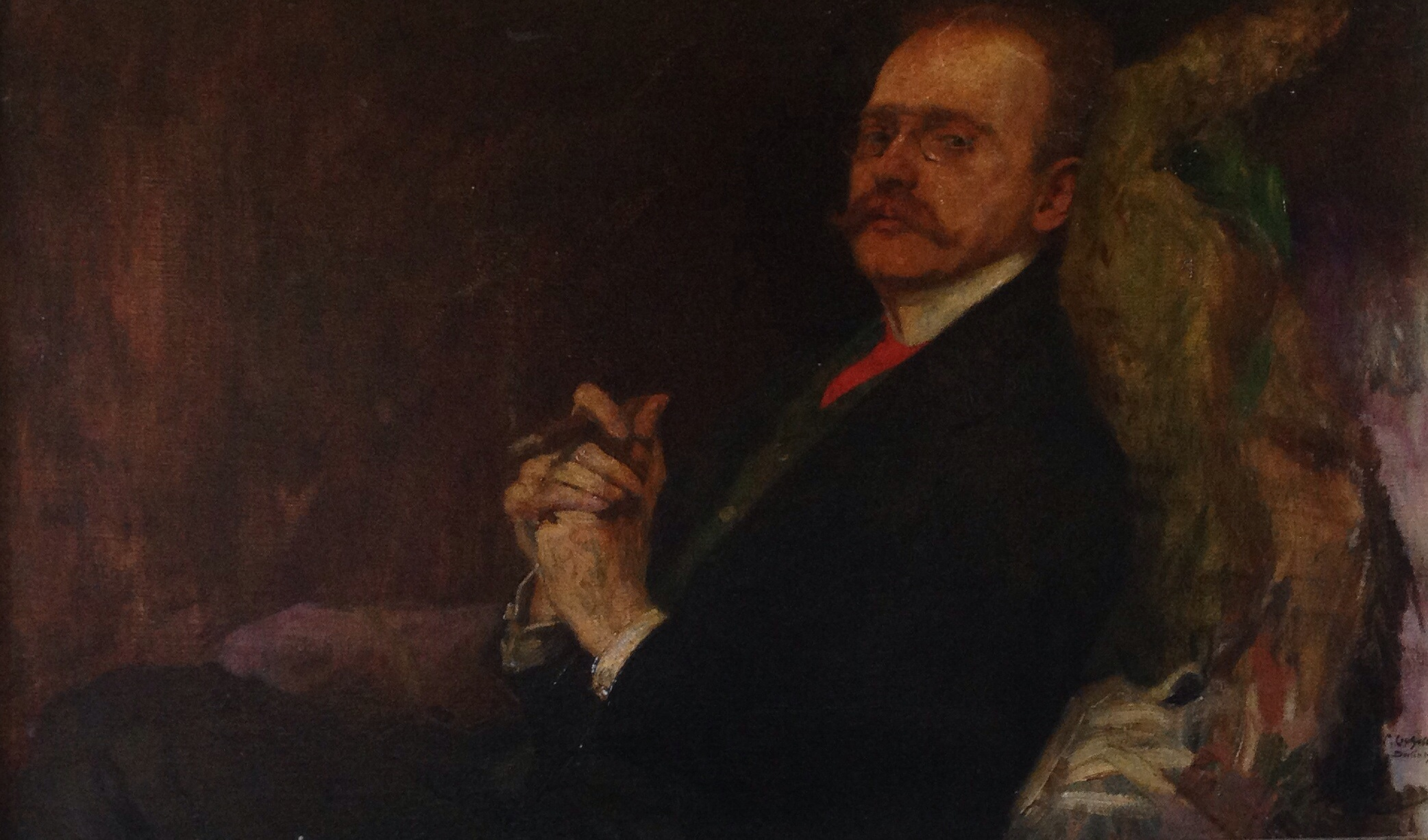
Richard von Goldberger, Komponist und Mitbesitzer des Wiener Johann Strauß-Theaters,
Gemälde von Moritz Coschell

## Geschichte
Das in der Favoritenstraße 8 befindliche Theater wurde am 30. Oktober 1908 mit 1001 Nacht eröffnet, einer nach dem Tod des Komponisten entstandenen Bearbeitung der Operette Indigo und die 40 Räuber von Johann Strauss (Sohn).
Gründer und Leiter war der Sänger Leopold Müller (1848–1912).
Hier fanden unter anderem die Uraufführung und über 500 weitere Aufführungen von Emmerich Kálmáns Die Csárdásfürstin (1915) statt. Alexander Girardi war ständiger Gast in Kálmáns Der Zigeunerprimas (1912). 1925 erfolgte die Uraufführung von Franz Lehárs Paganini. Im März 1928 trat hier Josephine Baker mit der Revue Schwarz auf weiß auf, nachdem vorher dem Ronacher die Aufführung untersagt worden war, weil es nur eine Konzession als Varieté hatte, weshalb die findigen Manager das Johann-Strauß-Theater mieteten, das eine Konzession für Revue und Operette besaß.
Der Komponist Richard von Goldberger schrieb eine Reihe erfolgreicher Operetten unter anderen Der Zauberknabe (1900) und noch weitere Aufführungen.
Infolge der Weltwirtschaftskrise 1929 und des Vordringens des Tonfilms geriet das Theater in finanzielle Schwierigkeiten. 1931 wurde daher das zentrumsnah im Bezirk Wieden gelegene Haus durch den Architekten Carl Witzmann (1883–1952) in ein 1400 Personen fassendes Kino mit dem Namen Scala umgewandelt (Eröffnung: 30. September 1931), das auch für Varieté-Vorführungen genutzt wurde.
Zwischen 1948 und 1956 wurde unter der Patronanz der sowjetischen Besatzungsmacht wieder Theater gespielt. Das Neue Theater in der Scala bot künstlerisch hoch ambitionierte Stücke in erstklassiger Besetzung (etwa mit Karl Paryla und Therese Giehse), die von der Wiener Kritik aus vorwiegend politischen Gründen (Wiener Brecht-Boykott) boykottiert wurden. Es kamen auch Propagandastücke wie Ernst Fischers gegen Josip Broz Tito gerichtetes Schauspiel Der große Verrat zur Aufführung.
Nach dem Abzug der sowjetischen Besatzungsmacht existierte das Theater noch kurze Zeit weiter, die letzte Vorstellung fand am 30. Juni 1956 statt. 1959–1960 wurde das Theater abgerissen und somit erstes Opfer eines Theatersterbens, dem auch das Wiener Bürgertheater und Wiener Stadttheater zum Opfer fielen. Jahrzehnte später wurde die Baulücke durch einen Wohnbau der Gemeinde Wien geschlossen. Zwischenzeitlich waren erfolglose Forderungen nach Gestaltung eines Parks erhoben worden.

## Uraufführungen
- Bub oder Mädel, Operette von Bruno Granichstaedten, am 13. November 1908
- Das Fürstenkind, Operette von Franz Lehár, am 7. Oktober 1909
- Der Zigeunerprimas, Operette von Emmerich Kálmán, am 11. Oktober 1912
- Der Nachtschnellzug, Operettenschwank von Leo Fall, am 20. Dezember 1913
- Das dumme Herz, Operette von Carl Michael Ziehrer, am 27. Februar 1914
- Rund um die Liebe, Operette von Oscar Straus, am 9. November 1914
- Die Csárdásfürstin, Operette von Emmerich Kálmán, am 17. November 1915
- Die Faschingsfee, Operette von Emmerich Kálmán, am 21. September 1917
- Das Hollandweibchen, Operette von Emmerich Kálmán, am 30. Januar 1920
- Eine Sommernacht, Operette von Robert Stolz, am 23. Dezember 1921
- Bajazzos Abenteuer, Operette von Michael Krasznay-Krausz, 1923
- Ein Märchen aus Florenz, Operette von Ralph Benatzky, am 14. September 1923
- Paganini, Operette von Franz Lehár, am 30. Oktober 1925
- Evelyne, Operette von Bruno Granichstaedten, am 6. Jänner 1928
- Das Veilchen vom Montmartre, Operette von Emmerich Kálmán, am 21. März 1930
- Der süßeste Schwindel der Welt, Operette von Robert Stolz, am 21. Dezember 1937